# Jan
Jan ist ein männlicher Vorname. 

## Herkunft und Bedeutung
→ Hauptartikel: Johannes
Jan ist eine deutsche, niederländische, polnische, sorbische, tschechische, skandinavische, slowenische und katalanische Form von Johannes: „der Herr ist gnädig“.
Daneben ist Jan [ˈd͡ʒæn] im englischen Sprachraum auch als Kurzform der weiblichen Vornamen Janet und Janice gebräuchlich.

## Verbreitung
In Deutschland ist der Name Jan seit den 1920er Jahren geläufig. Seit den 1950er Jahren gehörte er zu den 50 beliebtesten Jungennamen. In den 1980er und 1990er Jahren gehörte er zu den am häufigsten vergebenen Jungennamen. Seit der Mitte der 2000er Jahre sinkt die Popularität beständig. Im Jahr 2021 belegte Jan Rang 64 der beliebtesten Jungennamen.
Auffällig ist die häufige Nutzung des Namens als erster Teil eines Doppelnamens.
In den Niederlanden ist der Name relativ populär.
Zu den beliebtesten Vornamen gehört Jan in Slowenien (Rang 8, Stand: 2020), Katalonien (Rang 4, Stand: 2019), Tschechien (Rang 2, Stand: 2016) und Polen (Rang 2, Stand: 2021).
In den westslawischen Sprachen (hauptsächlich im Polnischen und Tschechischen) ist Jan die Standardform des Vornamens Johannes.

## Namenstag
Der Namenstag von Jan ist der 24. Juni (Johannistag).

## Namensträger

### Männlicher Vorname

#### A
- Jan Akkerman (* 1946), niederländischer Gitarrist
- Jan Philipp Albrecht (* 1982), deutscher Politiker (Bündnis 90/Die Grünen)
- Jan Artmann (* 1991), deutscher Handballspieler
- Jan Assmann (1938–2024), deutscher Ägyptologe, Religionswissenschaftler und Kulturwissenschaftler

#### B
- Jan Peter Balkenende (* 1956), niederländischer Ministerpräsident
- Jan Balstad (* 1937), norwegischer Politiker und Gewerkschafter
- Jan Paul Beahm (1958–1980), US-amerikanischer Punkrockmusiker, siehe Darby Crash
- Jan-Marco Behr (* 1988), deutscher Handballspieler
- Jan Bøhler (* 1952), norwegischer Politiker
- Jan Böhm (1888–1959), tschechoslowakischer Rosenzüchter
- Jan Böhmermann (* 1981), deutscher Satiriker, Hörfunk- und Fernsehmoderator
- Jan Brademann (* 1977), deutscher Historiker und Archivar
- Jan Brueghel der Ältere (1568–1625), niederländischer/flämischer Maler
- Jan Brueghel der Jüngere (1601–1678), niederländischer/flämischer Maler
- Jan Brzechwa (1898–1966), polnischer Dichter
- Jan Bühn (* 1991), deutscher Motorradrennfahrer
- Jan Bürger (* 1968), deutscher Schriftsteller, Journalist und Literaturwissenschaftler
- Jan-David Bürger (* 1993), deutscher Schauspieler

#### D
- Jan Delay (* 1976), deutscher Hip-Hop-, Reggae- und Funk-Musiker

#### E
- Jan van Eyck (≈1390–1441), flämischer Maler des Spätmittelalters

#### F
- Jan Fabricius (1871–1964), niederländischer Dramatiker und Journalist
- Jan Faktor (* 1951), tschechisch-deutscher Schriftsteller und Übersetzer
- Jan Fedder (1955–2019), deutscher Schauspieler
- Jan Feddersen (* 1957), deutscher Journalist und Redakteur der Tageszeitung taz
- Jan Forstbauer (* 1992), deutscher Handballspieler
- Jan Frodeno (* 1981), deutscher Triathlet

#### G
- Jan Garbarek (* 1947), norwegischer Jazz-Saxophonist
- Jan Gorr (* 1978), deutscher Handballtrainer

#### H
- Jan Hammer (* 1948), tschechisch-US-amerikanischer Musiker
- Jan Hecker (1967–2021), deutscher Rechtswissenschaftler, Richter und Diplomat
- Jan Hendriks (1928–1991), deutscher Schauspieler
- Jan Heweliusz (1611–1687), polnisch/deutscher Astronom, siehe Johannes Hevelius
- Jan Hofer (* 1950), deutscher Nachrichtensprecher
- Jan Gunnar Hoff (* 1958), norwegischer Jazzpianist und Komponist
- Jan Huisjes (* 1951), niederländischer Radsportler
- Jan Hus (≈1370–1415), böhmischer christlicher Theologe, Prediger und Reformator

#### J
- Jan Jankeje (* 1950), Musiker, Komponist, Bassist, Bandleader und Produzent
- Jan Jongbloed (1940–2023), niederländischer Fußballspieler
- Jan Jönson (* 1947), schwedischer Schauspieler und Regisseur
- Jan Pětr Jordan (1818–1891), sorbischer Wissenschaftler und Philosoph

#### K
- Jan A. P. Kaczmarek (1953–2024), polnischer Komponist
- Jan II. Kasimir (1609–1672), König von Polen und Großfürst von Litauen, siehe Johann II. Kasimir
- Jan Kiepura (1902–1966), polnischer Tenor
- Jan Kochanowski (1530–1584), polnischer Dichter
- Jan Kowalewski (1892–1965), polnischer Kryptoanalytiker und Offizier
- Jan Krugier (1928–2008), polnisch-schweizerischer Galerist und Kunstsammler
- Jan Kubelík (1880–1940), tschechischer Geiger und Komponist
- Jan Kula (1922–1995), polnischer nordischer Skisportler
- Jan Kulczyk (1950–2015), polnischer Unternehmer

#### L
- Jan Langer (* 1978), deutscher Hörspiel- und Synchronsprecher
- Jan Paweł Lelewel (1796–1847), polnischer Ingenieur
- Jan Josef Liefers (* 1964), deutscher Schauspieler, Musiker, Regisseur und Produzent
- Jan Józef Lipski (1926–1991), polnischer Literaturkritiker und Politiker
- Jan Löhmannsröben (* 1991), deutscher Fußballspieler
- Jan Louda (* 1999), tschechischer Badmintonspieler
- Jan Lundell (* 1963), schwedischer Poolbillardspieler
- Jan Lundell (* 1973), finnischer Eishockeytorwart

#### M
- Jan van der Meij (1937–2002), niederländischer Fußballspieler
- Jan van der Meij (* 1955), niederländischer Gitarrist
- Jan Mlakar (* 1998), slowenischer Fußballspieler
- Jan Moll (1912–1990), polnischer Herzchirurg und Hochschullehrer
- Jan van Munster (1939–2024), niederländischer Künstler

#### N
- Jan Neruda (1834–1891), böhmischer Journalist und Schriftsteller
- Jan Norden (* 1971), deutscher Radrennfahrer

#### O
- Jan Oberndorff (* 1965), deutscher Schauspieler, Regisseur und Dozent
- Jan Oelofse (1934–2012), Tierpfleger und Naturschützer
- Jan I. Olbracht (1492–1501), König von Polen, siehe Johann I. (Polen)
- Jan Henry Olsen (1956–2018), norwegischer Politiker
- Jan Olszewski (1930–2019), polnischer Rechtsanwalt und Politiker

#### P
- Jan Pietrzak (* 1937), polnischer Kabarettist
- Jan Philipp (* 1994), deutscher Jazzmusiker
- Jan Puzyna (1842–1911), polnischer Kardinal
- Jan Rähm, Wissenschafts- und Technikjournalist

#### Q
- Jan Quast (* 1970), deutscher Boxer

#### R
- Jan Philipp Reemtsma (* 1952), deutscher Literaturwissenschaftler, Sozialforscher und Entführungsopfer

#### S
- Jan Schreiner (* 1984), deutscher Jazzmusiker
- Jan Schwippert (* 1990/91), deutscher Pokerspieler
- Jan Silberstorff (* 1967), deutscher Meister der Kampfkunst
- Jan Smit (* 1985), niederländischer Sänger
- Jan III. Sobieski (1629–1696), König von Polen und Großfürst von Litauen, siehe Johann III. Sobieski
- Jan Sørensen (* 1960), dänischer Fußball- und Pokerspieler
- Jan Spoelder (* 1973), niederländischer Fußballspieler
- Jan Stankiewicz (* 1969), schwedischer Handballspieler
- Jan Steinhauser (1944–2022), niederländischer Ruderer
- Jan Steler (1928–2006), polnisch-französischer Bobsportler, Architekt und Rennrodelfunktionär
- Jan Sterringa (1870–1951), niederländischer Theosoph und Anarchist
- Jan Stöß (* 1973), deutscher Politiker der SPD
- Jan Pieterszoon Sweelinck (1561–1621), niederländischer Organist und Komponist

#### T
- Jan Thijssen (1908–1945), niederländischer Widerstandskämpfer
- Jan Timman (* 1951), niederländischer Schachspieler

#### U
- Jan Ullrich (* 1973), deutscher Radrennfahrer

#### V
- Jan Vacek (* 1976), tschechischer Tennisspieler
- Jan Vermeer (1632–1675), holländischer Maler
- Jan Větrovec (* 1980), tschechischer Handballspieler und -trainer
- Jan Vetter (* 1963), deutscher Rockmusiker, siehe Farin Urlaub
- Jan Colin Völker (* 1998), deutscher Badmintonspieler

#### W
- Jan Wellem (1658–1716), pfälzischer Kurfürst, siehe Johann Wilhelm (Pfalz)
- Jan Werle (* 1984), niederländischer Schachmeister
- Jan von Werth (1591–1652), deutscher Reitergeneral im Dreißigjährigen Krieg, siehe eigentlich Johann von Werth
- Jan Wijn (1934–2022), niederländischer Pianist und Musikpädagoge

#### Y
- Jan Yrlund (* 1970), finnischer Gitarrist und Grafikdesigner

#### Z
- Jan Zabystřan (* 1998), tschechischer Skirennläufer

### Weiblicher Vorname
- Jan Bucher (* 1957), US-amerikanische Freestyle-Skierin
- Jan Burke (* 1953), US-amerikanische Krimischriftstellerin
- Jan Chapman (* 1950), australische Filmproduzentin
- Jan Henne (* 1947), US-amerikanische Schwimmerin
- Jan Heller Levi (* 1954), US-amerikanische Lyrikerin, Autorin und Herausgeberin
- Jan Kerouac (1952–1996), US-amerikanische Schriftstellerin

### Familienname
- Anna Jan-Ruban (1874–1955), russische Sopranistin und Gesangspädagogin
- Dor Jan (* 1994), israelischer Fußballspieler
- Eduard von Jan (1885–1971), deutscher Romanist und Provenzalist
- Georg Jan (1791–1866), österreichischer Zoologe und Botaniker
- Heinrich von Jan (1874–1932), deutscher Verwaltungsjurist und Vertreter Bayerns bei den Länderkonferenzen 1928–1932
- Helmut von Jan (1910–1991), deutscher Historiker
- Hermann Ludwig von Jan (1851–1908), deutscher Kultur- und Musikhistoriker
- Ivo Jan (* 1975), slowenischer Eishockeyspieler
- Ivo Jan senior (* 1942), slowenisch-jugoslawischer Eishockeyspieler
- Jacob Jan (1604–1671), deutscher Mediziner und Leibarzt
- Jože Bogomir Jan (1944–2018), jugoslawischer Eishockeyspieler
- Julius von Jan (1897–1964), deutscher evangelischer Pfarrer und Widerstandskämpfer
- Karl von Jan (1836–1899), deutscher Klassischer Philologe und Musikhistoriker
- Lily Jan (葉公杼; * 1947), chinesisch-US-amerikanische Neurophysiologin
- Ludwig von Jan (1807–1869), deutscher Klassischer Philologe und Gymnasialdirektor
- Martin Jahn (Kantor) (* um 1620; † um 1682), evangelischer Theologe und Musiker
- Maulvi Ahmad Jan († 2013), pakistanischer Terrorist
- Sharmila Jan Nona (* 1999), sri-lankische Leichtathletin
- Siegfried von Jan (1881–1970), deutscher Verwaltungsjurist, Bezirksamtmann und Ministerialrat
- Wassili Jan (1875–1954), sowjetischer Schriftsteller
- Yuh Nung Jan (詹裕農; * 1946), chinesisch-US-amerikanischer Neurophysiologe

### Künstlername
- Jan Rendels (* 1997), deutscher Schlagersänger, eigentlich Jannik Rendler
- Jan Willem (1934–2019), deutscher Sänger, Entertainer und Moderator, eigentlich Wilhelm Hempelmann

### Schiffsname
- Jan, ehemalige Hamburger Hafenbarkasse

### Kunstfiguren
- Jan Cux, Werbefigur der Stadt Cuxhaven
- Jan Hinnerk, Volks- und Spottlied aus der Hamburger Franzosenzeit
- Jan Tenner, der Protagonist der gleichnamigen Hörspielreihe
- Jan als Detektiv, dänische Jugendbuchserie von Knud Meister und Carlo Andersen
- Vater Jan, Person im Märchen der Brüder Grimm „Der Gaudieb und sein Meister“